# Gerhard (Liesborn)
Abt Gerhard (* unbekannt; † 29. Mai 1303 in Liesborn) war von 1265 bis 1303 Abt des Benediktinerklosters Liesborn.

## Leben
Gerhard wurde am 7. März 1265 zum neunten Abt des Klosters Liesborn gewählt. Im Vorfeld hatte es über die Wahl Streitigkeiten gegeben. Ein Gegenkandidat war der Liesborner Propst Friedrich. Mit Unterstützung des Bischofs von Münster Gerhard von der Mark konnte sich Gerhard aber durchsetzen und wurde etwa einen Monat später am 4. April in Wolbeck benediziert.
Während seiner Zeit als Abt erlebte Gerhard 1270 einen verheerenden Brand, der fast das ganze Kloster zerstörte. Gegen Ende des Jahrhunderts schaffte er es allerdings, die wirtschaftliche Situation des Klosters deutlich zu verbessern und den Besitz durch weitere Güter zu vergrößern. 1298 legte er zusammen mit dem Klosterkonvent eine neue Anzahl der Präbenden fest und 1299 verbesserte er die Einkünfte durch die Kellerei. Er starb 1303 in Liesborn.